# Amt Jemgum
Das Amt Jemgum war ein historisches Amt, also ein Verwaltungs- und Gerichtsbezirk des Königreichs Hannover. Übergeordnete Verwaltungsinstanz war die Landdrostei Aurich. In Bezug auf die Rechtsprechung war das Amt Jemgum der Justizkanzlei Aurich nachgeordnet. 

## Geschichte
Das Amt wurde durch Verordnung vom 24. Juni 1817 aus dem Nieder-Reider-Land des früheren Amts Emden mit den Amtsvogteien Jemgum und Ditzum gebildet. 
Nach der Revolution von 1848 wurde im Königreich Hannover die Rechtsprechung von der Verwaltung getrennt und die Patrimonialgerichtsbarkeit abgeschafft.
Die Rechtsprechung wurde daraufhin mit der Verordnung vom 7. August 1852 die Bildung der Amtsgerichte und unteren Verwaltungsbehörden betreffend dem neu geschaffenen Amtsgericht Jemgum übertragen.
1859 wurde es in das Amt Weener eingegliedert und ging mit diesem 1884 im Kreis Weener auf.

## Amtmänner
- 1817: vakant
- 1818–1826: David Leonhard Bluhm, Amtmann
- 1826–1832: Enno Friedrich Kempe, Amtmann
- 1832–1840: Ludwig Franzius, Amtmann
- 1841–1846: Georg Friedrich Schrader, Amtassessor (auftragsweise)
- 1847–1859: Johann Friedrich Samuel Büttner, Amtmann